# Municipio de Moran (Minnesota)
El municipio de Moran (en inglés: Moran Township) es un municipio ubicado en el condado de Todd en el estado estadounidense de Minnesota. En el año 2010 tenía una población de 508 habitantes y una densidad poblacional de 5,45 personas por km².

## Geografía
El municipio de Moran se encuentra ubicado en las coordenadas 46°14′8″N 94°50′33″O / 46.23556, -94.84250. Según la Oficina del Censo de los Estados Unidos, el municipio tiene una superficie total de 93.28 km², de la cual 92,02 km² corresponden a tierra firme y (1,35 %) 1,26 km² es agua.

## Demografía
Según el censo de 2010, había 508 personas residiendo en el municipio de Moran. La densidad de población era de 5,45 hab./km². De los 508 habitantes, el municipio de Moran estaba compuesto por el 97,83 % blancos, el 0,39 % eran afroamericanos, el 0,39 % eran amerindios, el 0,2 % eran asiáticos y el 1,18 % eran de una mezcla de razas. Del total de la población el 0,39 % eran hispanos o latinos de cualquier raza.